# Defendguin
Defendguin es un clon open source del clásico videojuego de máquina recreativa de los años 80 de estilo arcade llamado Defender, pero remodelado y modernizado con un tema Linux.

## Objetivo
El objetivo del juego consiste en defender los pequeños «pengüinoides» de ser capturados y que muten. 

## Requerimientos mínimos

### PC
- Pentium 133 MHz
- tarjeta gráfica VGA
- 128M RAM
- Tarjeta de sonido 16 Bits PCI o integrada en la placa madre.
- Instalar la biblioteca libSDL
- Instalar la biblioteca SDL mixer (aunque esta última sólo se requiere para el sonido y es opcional, pero altamente recomendada)

### PlayStation Portable
- PlayStation Portable con ROM 1.5 y DevHook.